# The Small One
The Small One (Un milagro en Navidad en Latinoamérica y Un Borrico En Navidad en España), es un cortometraje de Walt Disney Productions producido en 1978, está basado en un libro de Charles Tazewell, fue dirigida por Don Bluth.

## Sinopsis
Un joven campesino debe salir de viaje para vender a su mejor amigo, Pequeño, un borrico débil y anciano. No quiere separarse de él, pero su padre quiere venderlo. Al verse obligado intentará que, por lo menos, encuentre un buen dueño. Luego pequeño y el niño llegan a la ciudad y se encuentran con un curtidor. Después de intentar venderlo a distintos mercaderes,
mientras se encuentran con tres banqueros e indicaron a un subastador de caballos, donde se burló de pequeño, e humillando a la gente, el mismo subastador obligó a hacer cosas forzadas a pequeño que terminó empujando al subastador, pero el niño y pequeño no tenían ningún cliente, una hora se encuentra con José, un hombre que quiere comprárselo, para llevar a su esposa a Belén, que va a tener un hijo y así pequeño terminará siendo elegido para una misión muy especial, llevar a la Virgen María a Belén para el nacimiento de Jesús.

## Producción
Fue la única producción de Disney en que Don Bluth en que produjo e dirigió ya que en ese año, salió de la compañía, para la animación, los supervisores eran Cliff Nordberg, John Pomeroy y Gary Goldman (estos últimos que entonces fueron socios de Bluth), los fondos son hechos por Jim Coleman, que años después trabajó en cortometrajes bíblicos de Richard Rich, aunque Rich trabajó como subdirector en este corto. de todos las producciones de Disney, fue el corto que ninguno de los Nueve Ancianos ha trabajado.

## Doblaje
El doblaje latinoamericano fue dirigido por Francisco Colmenero y grabado en Grabaciones y Doblajes S.A.
En 2002, el doblaje castellano fue dirigido por Antonio Villar y grabado en Abaira
| Personaje        | Actor original   | Actor/Actriz doblaje Latinoamérica | Actor/Actriz doblaje Español de España |
| Niño             | Sean Marshall    | Diana Santos                       | Raúl Rojo                              |
| Niño (canciones) | Sean Marshall    | E.T. Salazar                       | Roberto Sáiz                           |
| Padre            | Olan Soule       | Francisco Colmenero                | Antonio Villar                         |
| Curtidor         | William Woodson  | Esteban Siller                     | Carlos Ysbert                          |
| Guardia          | Joe Higgins      | Óscar Morelli                      | David García Vázquez                   |
| Subastador       | Hal Smith        | Pedro D'Aguillón                   | Fernando Hernández                     |
| José             | Gordon Jump      | Agustín López Zavala               | Carlos Ysbert                          |
| Voz cantada      | Christalee Abreu | Vicky Córdova                      | María Caneda                           |

## Curiosidades
El niño tiene un parecido a Mowgli, y sobre todo su voz al doblaje latinoamericano, Diana Santos.
- Datos: Q2058512